# Hemichromis bimaculatus
Cá kim cương đỏ (Danh pháp khoa học: Hemichromis bimaculatus) là một loài cá trong họ Cichlidae phân bố rộng rãi ở phía Tây châu Phi. Đây là loài cá được ưa chuộng để làm loài cá cảnh.

## Đặc điểm
Kim cương đỏ có toàn thân màu đỏ châu, hình dáng dài như cá ali. Cá dễ nuôi, khỏe mạnh, tính khí hung hăn, thức ăn chủ yếu là động vật: côn trùng, giáp xác, trùng chỉ và thức ăn viên, chúng Đẻ trứng, sống mọi tầng nước. Cá bắt cặp sinh sản, đẻ trứng dính lên giá thể được dọn sẵn, cá bố mẹ chăm sóc trứng và cá con. 